# Walter Universal
Walter Universal byl nákladní automobil, který ve 30. letech 20. století vyráběla společnost Walter. Tento užitkový vůz byl představen veřejnosti v roce 1931 společně s nákladním automobilem Walter Diesel 5t, inovovanou verzí Walter PN (VII. serie) a autobusem Walter D-Bus. Poháněl ho nejsilnější benzínový šestiválec OHV z jinonické líhně, který pocházel z osobních automobilů Walter Super 6 a pozdějšího modelu Walter Regent.

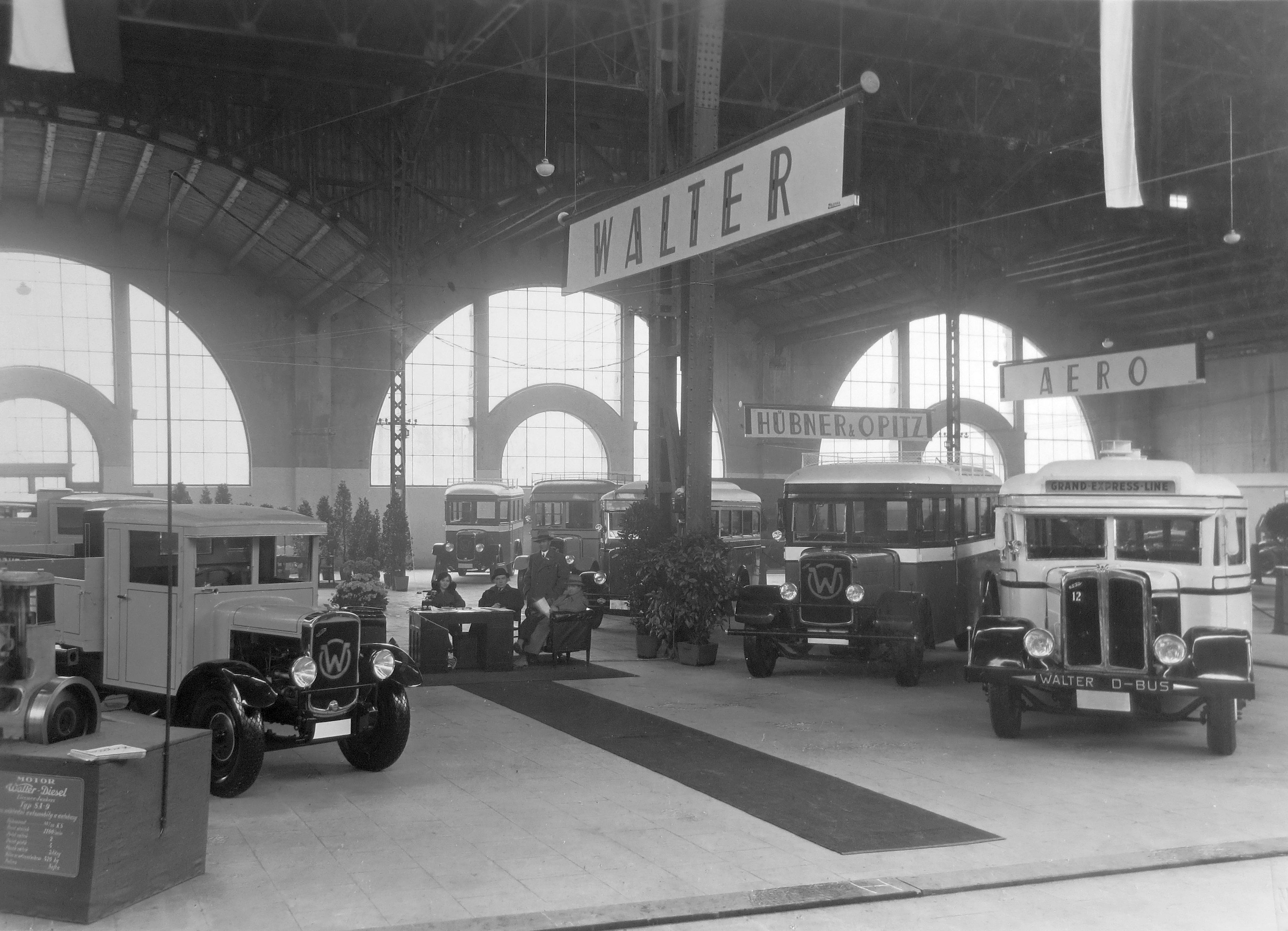
Vpravé řadě na stánku Walter při pražském autosalonu 1931 stojí autobusy D-Bus, FNA, Universal, PN a úplně vzadu nejmenší Comercial

## Vznik a vývoj
Užitkové vozy (nákladní automobily, tahače, cisterny, hasičské vozy a autobusy) firma Walter a spol. vyráběla po celé meziválečném období. Ve velmi plodném roce 1931 jinonická továrna vyráběla 4 typy osobních automobilů (Standard 6, Super 6, Royal a licenční Bijou), autobus D-BUS a 5 typů užitkových automobilů (PN, Comercial, FNA, Diesel, Universal), přičemž na říjnovém pražském autosalonu (XXIII. mezinárodní výstava automobilů v Praze, 22.–28. října) byly představeny v hlavní hale jako novinky vůz střední kategorie Walter Bijou a luxusní Walter Royal a ve Strojnickém pavilonu užitkové automobily Walter PN (VII. serie), Walter D-bus, Walter FNA, Walter Diesel a jmenovaný Walter Universal. Na předmětné výstavě byl představen autobus Universal ve verzi de luxe, klasický autobus a nákladní valník následovaly později. Byl to poslední užitkový automobil z "jinonické líhně", kde byl použit motor z osobního automobilu.
To sice představovalo nejširší a nejkomplexnější nabídku sériových automobilů a nových modelů Walter z celé dosavadní historie jinonické továrny, ale - jak se později ukázalo - "ukouslo" si vedení továrny moc velký krajíc. I Československo bylo zasaženo světovou hospodářskou krizí. Například o rok později (1932) vykázala společnost sice čistý zisk 300 362 Kč, ale za cenu "drastických" opatření mj. po omezení výroby snížila společnost počet dělnictva na polovinu původního stavu a provedla snížení dělnických mezd a úřednických platů o 10 procent, sníživši současně počet úřednictva při zvýšení pracovní doby na 48 hodin. A také po mnoha letech nebyla akcionářům vyplacena dividenda.
Osobní a užitkové automobily Walter se vyráběly až do roku 1936. V říjnu 1936 po dlouhých letech neměla jinonická továrna expozici na pražském autosalonu, byť v "komuniké" zmíněném v Národních listech se uvádělo vyjádření Antonína Kumpery (generální ředitel Walter): "Letos na výstavě chybí továrna Walter, která nevynechala jediné naší výstavy. Až letos se k tomu musela odhodlati, neboť věnuje všechny své síly výrobě leteckých motorů. Její nepřítomnost jest jen dočasná, neboť továrna v automobilismu zůstává a je odhodlána věnovat se mu s plnou energií, jakmile bude moci uvolnit své síly."  "Pravdivost" tohoto tiskového prohlášení potvrdily hned v listopadovém čísle magazínu Auto dvě krátké zprávy. Ing. Vladimír Balcar, dlouholetý konstruktér karosérií Walter, podal výpověď a přešel do továrny Aero. Na 19.–21. listopadu vyhlásila společnost Walter veřejnou dražbu 60 osobních, nákladních a dodávkových automobilů, která se pak konala v Praze, v ulici U Měšťanského pivovaru čp. 799. K naplnění zmíněného "komuniké" nedošlo a rokem 1937 se historie automobilů Walter (s výjimkou modelu PN, který továrna vyrobila ve dvou sériích pro československou armádu v letech 1937–1938) uzavřela.

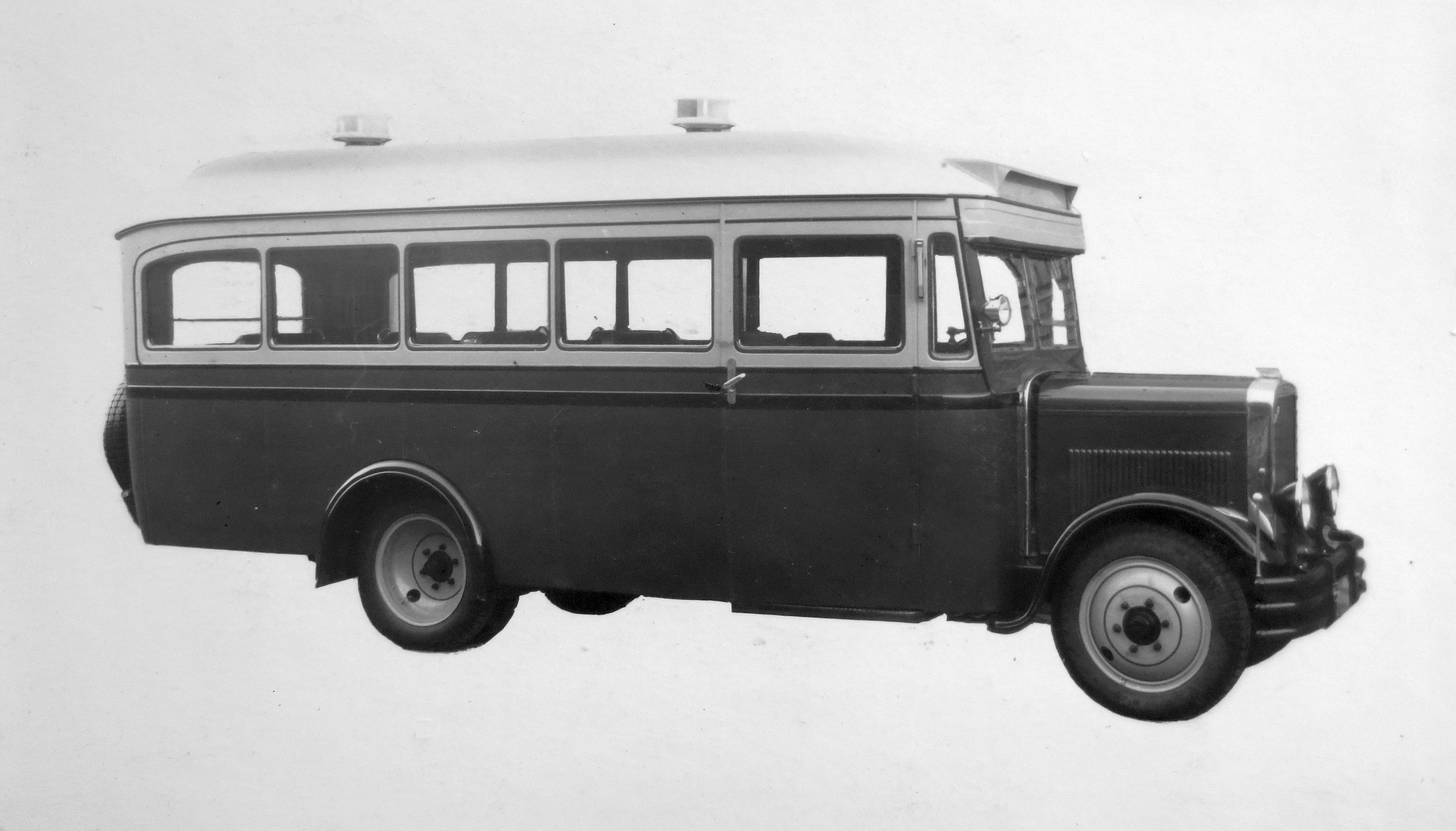
Walter Universal, autobus de luxe (1931)

## Motor
Motor modelu Universal pocházel z osobních automobilů Super 6 a pozdějšího Regenta, který navrhl – jakož i vlastní Universal – hlavní konstruktér ing. František Barvitius.
Šestiválcový zážehový řadový motor s rozvodem OHV měl při vrtání 80 a zdvihu 108 mm objem 3257 cm³. S tímto objemem válců dosahoval výkonu 44 kW/60 k, později 51,5 kW/70 k při 3000 ot./min a kompresním poměru 6,5:1. Maximální rychlost 75–85 km/h, spotřeba paliva byla kolem 16–18 l/100 km/h.
Zážehový, kapalinou chlazený čtyřdobý řadový šestiválec (R6), rozvod OHV, dva ventily/válec, bez přeplňování. Klikový hřídel byl "dokonale" vyvážený, uložený čtyřpolohově a zaopatřený setrvačníkem. Klidný chod motoru zajišťoval tlumič torzních kmitů od klikového hřídele. Písty Nelson-Bohnalite s minimální tepelnou roztažností. Motor byl uložen ve třech silentblocích. Dva karburátory Zenith HAK 30 byly napájeny podtlakovým čerpadlem.    Magnetoelektrické zapalování Bosch. Mechanická převodovka (4+Z) byla oddělena od motoru jednolamelovou, suchou kotoučovou spojkou.
Mazání tlakové, oběžné s čističem oleje. Olejová pumpa mazání, ponořená ve spodní části motorové skříně, byla poháněna šnekovým soukolím od vačkového hřídele. Teplotu chladicí kapaliny samočinně regulovaly žaluzie před chladičem. Cirkulaci chladicího média zajišťovalo odstředivé čerpadlo namontované na hřídeli čtyřlistového ventilátoru. Poháněno bylo ozubeným řemenem. Tento systém pohonu byl v konstrukci jinonických vozů pozoruhodnou novinkou. Řazení rychlostí (4+Z) rychlostní pákou s kulovým kloubem, umístěnou na podlaze ve středu vozu.

## Podvozek
Walter Universal měl nízký, robustní rám s kapalinovými brzdami Lockheed na všechna 4 kola a s brzdovým servo-mechanismem Bosch-Dewandre, stejné jako měl Walter PN, FNA, Ideal a Diesel. Jen lehké sešlápnutí pedálu vyvolalo progresivní brzdění, které působilo na brzděná kola zcela stejnoměrně a vylučovalo možnost smyku na kluzkém povrchu. Dvounápravový vůz měl klasický obdélníkový rám s tuhými nápravami, odpérovanými listovými péry s hydraulickými tlumiči. U zadní, nosné osy byla střední kola hnaná konickým soukolím se spirálovým ozubením Gleason a diferenciálem. Šnekové řízení bylo standardně na pravé straně. Čtyřstupňová převodovka (4+Z) přenášela přes vícelamelovou, kotoučovou spojku a kardanův hřídel kroutící moment na zadní hnanou nápravu. 
Rozměry podvozku a vozu: rozchod kol vpředu/vzadu 1450 mm, rozvor 3600 mm, výška rámu při zatížení od země 540 mm, celková délka karoserie 4200 mm, šířka vozu 1700 mm.  Rozměr pneumatik 20x7“ na diskových kolech, vpředu jednoduchá, vzadu zdvojená. Podvozek a nosnost (2,5 t) byly v podstatě shodné s podvozkem a nosností s typem Walter PN. Tyto užitkové automobily se vlastně lišily jen použitým motorem (a cenou, PN byl levnější), a i proto je na dobových snímcích obtížné tyto typy od sebe navzájem odlišit.

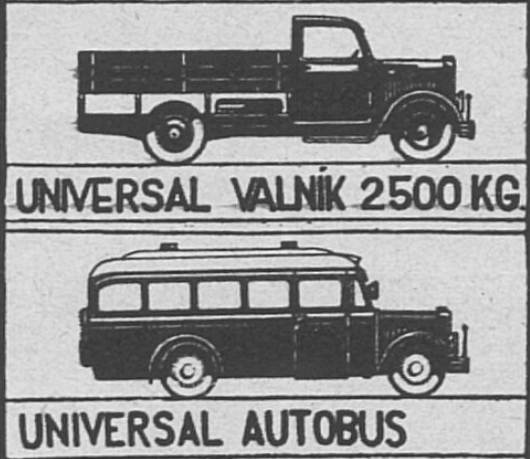
Walter Universal, valník a autobus (1935)

## Karoserie
Zprvu byl Walter Universal nabízen jako autobus de luxe. Luxusní provedení bylo vyráběno pro 28 cestujících. V dálkové verzi měl sedadla pro 22 osob, která byla orientována napříč ve směru jízdy. To nebylo v té době až tak běžné. Spíše se vyskytovaly autobusy s podélnými řadami sedadel. Ve standardním provedení autobusu byla kapacita 18–28 přepravovaných osob. Autobusová karoserie měla jedny nástupní/výstupní dveře, vpředu u řidiče. Autobus i valník byly specifikovány jako "univerzální" pro rychlou dálkovou dopravu s největším pohodlím.
Valník Universal s nosností 2,5 t patřil k těm základním, nejjednodušším. Kabina pro 3 osoby měla v pozdějších letech již zešikmenou přední stěnu ke snížení čelního odporu a velkou ložní plochu s rovnou podlahou. Nástavba byla standardní ve formě otevřené vany s otevíratelnými bočnicemi. Čelní bočnice ve směru jízdy vpředu byla pevná, ostatní postranice byly sklopné nebo odnímatelné. Valník byl využíván především při přepravě odolného nebo dobře zabaleného zboží. Vozidla měla často úpravu pro zakrytí ložné plochy plachtou. Plachta bývala natažena na demontovatelné konstrukci, aby mohlo být stejné vozidlo používáno jak s plachtou, tak bez ní.
Walter Universal se prodával od roku 1931 v několika provedeních: samotný podvozek za 87 000 Kč, autobus ve standardním vybavení za 120 000 Kč a autobus de luxe za 130 000 Kč. V roce 1932 stál podvozek 98 000 Kč, autobus 145 000 Kč. A konečně pro rok 1935 – po dramatickém snížení cen – nabízela továrna Walter Universal jako valník za 55 000 Kč a autobus za 75 000 Kč.